# 諾曼鎮區 (密歇根州)
諾曼鎮區（英語：Norman Township）是位於美國密歇根州馬尼斯蒂縣的一個行政鎮區。

## 地方資料
諾曼鎮區的面積為187.30平方千米，當中陸地面積為183.40平方千米，而水域面積為3.90平方千米。根據2020年美國人口普查的數據，當地共有人口1567人，而人口密度為每平方千米8.37人。